# Чагелишвили, Давид Леваневич
Давид Леваневич Чагелишвили (груз. დავით ჩაგელიშვილი; 10 января 1987) — грузинский футболист, нападающий клуба «Шукура».

## Карьера
Родился Давит 10 января в 1987 году, в городе Тбилиси, Грузия
Футболом Давид начал заниматься с 6 лет. Также футболист является воспитанником грузинской ДЮСШ. В 2000 году Давид стал играть за ФК «Норчи». Затем играл за такие грузинские футбольные клубы как: «Олимпия», «Динамо-2», «Сиони», «Локомотив», «Чихура» и «Дила». В 2012 году Чагелишвили перебрался в казахстанский ФК «Окжетпес».
В 2013 году перешёл в ФК «Кызыл-Жар СК». В 2016 году решил вернуться в высшую лигу Грузии.